# Tasosartan
Tasosartan ou tasosartana é um fármaco do tipo antagonista do receptor da angiotensina.
O desenvolvimento da tasosartana foi interrompido ainda na fase de ensaios clínicos devido a indícios de hepatotoxicidade. Nunca chegou a ser comercializada.

## Nota
- Este artigo foi inicialmente traduzido, total ou parcialmente, do artigo da Wikipédia em inglês cujo título é «Tasosartan».